# Jaromír Vošahlík
Jaromír Vošahlík (9. března 1899 Pečky – 29. listopadu 1958 Moskva) byl český a československý politik Komunistické strany Československa; poúnorový poslanec Národního shromáždění ČSR a velvyslanec v Sovětském svazu.

## Biografie
Studoval na gymnáziu v Kolíně. Studoval též v Praze. Už tehdy byl členem studentských levicových organizací. Od roku 1921 byl členem komunistické strany. Působil na městské, okresní i krajské stranické úrovni. Pracoval jako učitel na obchodní akademii v Kolíně. V roce 1930 byl z politických důvodů zbaven učitelského místa. Pracoval pak jako pomocný učitel. Přestěhoval se do Rakovníka, kde se dál politicky angažoval. Byl členem Svazu přátel SSSR.
Za druhé světové války vyučoval na obchodní akademii v Rakovníku a byl aktivní v odboji. V roce 1944 byl zatčen a do konce války vězněn.
Po osvobození se vrátil na obchodní akademii v Rakovníku. Po volbách v roce 1946 se stal předsedou ONV v Rakovníku. Během únorového převratu v roce 1948 zasedal v okresním a krajském Akčním výboru Národní fronty. V letech 1951–1952 zastával post děkana diplomaticko-politické fakulty v Praze. Od září 1952 do své smrti roku 1958 byl velvyslancem Československa v SSSR.
Ve volbách roku 1948 byl zvolen do Národního shromáždění za KSČ ve volebním kraji Kladno. V parlamentu zasedal do konce funkčního období, tedy do voleb roku 1954.
Zemřel v listopadu 1958.